# Mecolaesthus
Mecolaesthus is een geslacht van spinnen uit de familie trilspinnen (Pholcidae).

## Soorten
Het geslacht kent de volgende soorten:
- Mecolaesthus arima Huber, 2000
- Mecolaesthus azulita Huber, 2000
- Mecolaesthus cornutus Huber, 2000
- Mecolaesthus hoti Huber, 2000
- Mecolaesthus lemniscatus (Simon, 1894)
- Mecolaesthus longissimus Simon, 1893
- Mecolaesthus mucuy Huber, 2000
- Mecolaesthus nigrifrons (Simon, 1894)
- Mecolaesthus peckorum Huber, 2000
- Mecolaesthus putumayo Huber, 2000
- Mecolaesthus tabay Huber, 2000
- Mecolaesthus taino Huber, 2000
- Mecolaesthus yawaperi Huber, 2000